# Газиводе (община Соколац)
Газиводе (на сръбски: Газиводе) е село в Босна и Херцеговина, разположено в община Соколац, в ентитета на Република Сръбска. Намира се на 1020 метра надморска височина. Населението му според преброяването през 2013 г. е 125 души, от тях: 125 (100 %) сърби.

## Население
Численост на населението според преброяванията през годините:
- 1961 – 213 души
- 1971 – 173 души
- 1981 – 132 души
- 1991 – 130 души
- 2013 – 125 души